# Gnophos anophaea
Gnophos anophaea là một loài bướm đêm trong họ Geometridae.